# Cita con la muerte (película)
Cita con la muerte (título original: Appointment with Death) es una adaptación cinematográfica de la novela homónima de Agatha Christie dirigida por Michael Winner en 1987.

## Sinopsis
Monsieur Poirot (Peter Ustinov) viaja a Tierra Santa en compañía de la Doctora King (Jenny Seagrove) con el propósito de reunirse allí con el Coronel Carbury (John Gielgud) y explorar las ruinas locales. En su viaje conocen a una antigua celadora llamada Mrs. Boynton (Piper Laurie) que tiene tiranizados a sus hijos y que en Estados Unidos ha mandado quemar un testamento que los beneficiaba. Al grupo se une el abogado de la familia (Jefferson Cope: David Soul), un miembro del parlamento británico (Lady Westholme: Lauren Bacall) y una arqueóloga llamada Mrs. Quenton (Hayley Mills). La señora Boynton es asesinada y Poirot descubre al criminal.

## Producción
Después de la finalización de las producciones de John Brabourne y Richard Goodwin, responsables de exitosas adaptaciones cinematográficas de novelas de Agatha Christie entre los años 1970 y principios de los años 1980 como Asesinato en el Orient Express (1974) o Muerte bajo el sol (1981), los propietarios de la productora Cannon Films emprendieron una nueva adaptación de una novela de Christie intentando emular las características de una de las más rentables del tándem Brabourne-Goodwin: Muerte en el Nilo (1978). 
Para ello Menahem Golan y Yoram Globus recurrieron al concurso de Peter Ustinov, quien ya encarnara previamente al detective Hércules Poirot, acompañado de un elenco de actores reconocidos como John Gielgud, Piper Laurie o Lauren Bacall y contratando al guionista Anthony Shaffer. Este abordó una trama en cuya lectura predominan las relaciones de dominación, si bien en esta ocasión esas relaciones no tenían connotaciones políticas de clases sociales. También recuperó el discurso sobre el valor de la mirada, si bien esta vez la crítica profesional opinó que resultó mecánico por ser una fórmula repetitiva. Empero no se libró la película de ideología al comprender una justificación del estado de Israel, así como mostrar una visión de la comunidad árabe como una panda de fanáticos.
Por último señalar el empleo de los zooms que pretenden subrayar los momentos románticos así como la sorprendentemente escasa incidencia del paisaje histórico sobre los personajes.
- Datos: Q490566
- Multimedia: Appointment with Death (1988 film) / Q490566